# Štír baleárský
Štír baleárský (Euscorpius balearicus) je endemitní druh štírů, který se vyskytuje pouze na Baleárských ostrovech. Tento druh má jasně žlutohnědou barvu a dříve byl považován za poddruh štíra karpatského (E. carpathicus). Na Baleárských ostrovech se kromě štíra baleárského ještě vyskytuje štír žlutoocasý (Euscorpius flavicaudis). Oba druhy jsou pro člověka neškodné. Štír žlutoocasý se vyskytuje na vlhčích a štír baleárský naopak na sušších místech.Výskyt štíra žlutoocasého nebyl potvrzen. Přes své zbarvení a velikost až 44 mm není v ČR často chován. Světlejší štíři mají nižší úmrtnost v chovu a prý více mláďat (až 30).